# Rechtlerwald
Rechtlerwald bezeichnet in Bayern einen Wald, an dem gemeindeangehörigen Personen (Holzrechtlern) ein öffentlich-rechtliches Nutzungsrecht im Sinne von Art. 80 Abs. 1 der Gemeindeordnung zusteht und der von diesen bewirtschaftet wird. Die Nutzungsrechte dienen der Versorgung von Gemeinde, Rechtlern und sonstigen Gemeindebürgern mit Bau- bzw. Brennholz. 

## Bedeutung
Grund und Boden des Rechtlerwaldes gehören der Gemeinde, zu dessen Bewirtschaftung sie sich der Rechtler bedienen kann. Die Rechtler haben aus ihrem jeweiligen Holznutzungsrecht keinen dinglichen, sondern einen schuldrechtlichen Anspruch auf Gewährung der ihnen gebührenden Nutzungen oder anders ausgedrückt auf Zuteilung ihres Anteils an den anfallenden Nutzungen. Dabei handelt es sich um einen individuellen vermögensrechtlichen Anspruch gegen die Gemeinde. Alle Erzeugnisse und Erträgnisse fallen zunächst aber grundsätzlich in das Eigentum der Gemeinde und müssen von dieser den Rechtlern zugeteilt und übertragen werden. Für den einzelnen Rechtler stellt das Nutzungsrecht einen von den übrigen Rechtlern unabhängigen Sonderanspruch gegen die Gemeinde dar. Deshalb ist die „Gemeinschaft“ der Rechtler als solche nicht rechtsfähig.
Außer einem Wald kann es sich auch um Weidegrundstücke oder Fischereirechte handeln. Für den Rechtlerwald fällt keine Grundsteuer an, da die Gemeinde Eigentümer der Grundstücke ist. Meist ist aber eine Zahlung an die Gemeinde für die Nutzung festgelegt. Üblicherweise hat jede Hofstelle den gleichen Anteil an den Erträgen und dieselbe Zahl an Arbeitskräften zu stellen. Beim Erwerb einer Hofstelle durch einen anderen Rechtler können mehrfache Nutzungsrechte entstehen.
Der Rechtlerwald geht auf mittelalterliche Dorfordnungen zurück.
Bei Nichtnutzung verfällt das Nutzungsrecht und die Gemeinde kann die Grundstücke wieder selbst nutzen. Vielfach werden Rechtlerwälder aufgeteilt. Einen Teil der Fläche behält die Gemeinde, ohne dass ein Nutzungsrecht eingetragen ist, und der andere Teil geht an eine ehemalige Rechtlergemeinschaft, die eine Waldgenossenschaft bildet. Meist wird die Waldgenossenschaft im Anschluss aufgelöst und jeder Rechtler erhält ein wertmäßig gleich großes Grundstück. Für beides ist es notwendig, den Wert des Waldes durch einen Gutachter schätzen zu lassen, was mit Kosten verbunden ist.